# Câu chuyện cảnh sát 4: Nhiệm vụ đơn giản
Câu chuyện cảnh sát 4: Nhiệm vụ đơn giản (tiếng Trung: 警察故事4之簡單任務, tên khác Jackie Chan's First Strike) là một bộ phim hành động Hồng Kông năm 1996 được viết kịch bản và đạo diễn bởi Đường Quý Lễ, diễn viên Thành Long, Jackson Lou, Ngô Thần Quân và Đổng Phiêu. Bộ phim được phát hành tại Hồng Kông vào ngày 10 tháng 2 năm 1996.
Thành Long trở lại với vai diễn Kevin Trần Gia Câu - Jackie, bây giờ là sĩ quan cảnh sát Hồng Kông đang làm việc với Interpol để theo dõi và bắt giữ một đại lý vũ khí hạt nhân bất hợp pháp. Sau đó Jackie  nhận ra rằng mọi thứ không đơn giản và sớm thấy mình là con cờ của một tổ chức giả danh là tình báo Nga.
Bộ phim đã được quay một phần ở Brisbane, Queensland, Úc, nơi mà nửa cuối của bộ phim diễn ra tại phố Tàu, Brisbane ở Fortitude Valley và Thế giới dưới nước trên Sunshine Coast đã được sử dụng. Bộ phim đã được quay trong những tháng giữa tháng 8 và tháng 11 năm 1995.
Để quảng cáo cho First Strike, Thành Long đã thu âm bài hát 怎麼會 Zenme Hui và cũng đã thực hiện một video âm nhạc cho nó. Như điển hình với hình ảnh của Thành Long, phiên bản Hoa Kỳ không có bài hát chủ đề.

## Nội dung
Trong khi làm việc cho CIA, Jackie (Thành Long) được nhận nhiệm vụ trong chuyên án buôn lậu hạt nhân. Anh theo một phụ nữ tên Natasha (Nonna Grishayeva) đến Ukraine. Jackie nhận ra rằng cô ta đã giấu các thông tin quan trọng, anh gọi hỗ trợ và sau đó cô ta bị bắt. Tuy nhiên, Natasha là được giải thoát bởi một người đàn ông không rõ danh tính, hóa ra lại là Jackson Tsui (Jackson Lou), một nhà khoa học hạt nhân người Mỹ gốc Hoa bị nghi ngờ đánh cắp một đầu đạn hạt nhân.
Vụ án càng trở nên rắc rối, Jackie bám theo Tsui đến một khu resort núi tuyết, và vướng vào một cái bẫy do Tsui sắp đặt. Tuy nhiên, trong lúc giao dịch, lính đánh thuê phe đối thủ mai phục khắp nơi đã nổ súng cướp bằng được vật chứng quan trọng mà Tsui đang giữ trong tay. Các đặc vụ CIA phối hợp cùng nhà chức trách Ukraine đều tham chiến và đọ súng khốc liệt. Jackie tìm thấy chiếc cặp đựng vật chứng từ Tsui, nhưng cả anh và Tsui đều truy đuổi và phải từ bỏ chiếc cặp. Tsui trốn thoát, Jackie rơi xuống vùng nước lạnh và kiệt sức.
Khi Jackie tỉnh lại ở nước Nga, anh gặp Đại tá Gregor Yegorov (Yuriy Petrov), giải thích mọi việc cho anh biết. Jackie đi với FSB đến Moskva, anh phát hiện mình đã được chỉ định làm việc với Gregor trong chuyên án vũ khí hạt nhân đang bị buôn lậu khỏi Ukraine.  Anh được tàu ngầm Nga đưa đến Brisbane, Úc, Jackie nhận nhiệm vụ theo dõi đối tượng Tsui, người bí hiểm đã biến mất sau cuộc chạm trán cuối cùng ở Ukraine.
Thủ phủ Brisbane cũng là nơi em gái của Tsui là Annie (Ngô Thần Quân) làm việc tại một công viên thủy cung cá mập. Chú Bảy (Terry Woo), cha của hai anh em Tsui và là người lãnh đạo Hội Tam Hoàng địa phương, đang bị bệnh nặng. Jackie dự đoán Tsui sẽ sớm xuất hiện, nhưng không ngờ rằng Tsui đang ẩn trốn tại bệnh viện để nhờ gia đình che giấu thân phận. Tsui đưa cho Annie một đầu đạn hạt nhân ngụy trang trong bình oxy nhỏ, nhờ cô giấu nó ở hồ cá mập.

Trong khi đang theo dõi Annie, Jackie bất ngờ bị Tsui xuất hiện bắt giữ. Lúc này Jackie mới biết Tsui có một thỏa thuận với Gregor, và nhận ra mình đã bị Gregor lợi dụng. Gregor sau khi lộ chuyện, cử vài tên sát thủ to lớn đến trừ khử Jackie nhưng bất thành. Dù chạy thoát, Jackie lại bị cảnh sát địa phương buộc tội giết Chú Bảy. Anh cố gắng giải oan cho mình bằng cách đến gặp Annie ở nhà tang lễ, nhưng anh cả giáo phái xông ra vây đánh khiến Jackie chống trả rất vất vả. Tsui cuối cùng xuất hiện giải cứu Jackie. Tsui giải thích rằng Gregor đã bắt anh ta làm nhiệm vụ của CIA ba năm trước và buộc anh ta phải trở thành một đại lý của CIA (FSA), nhưng thực ra là phục vụ các kế hoạch phạm tội của Gregor.
Annie, Jackie và Tsui quyết định hợp sức cùng nhau để tìm bắt Gregor. Tsui sát cánh bên giáo phái người Hoa bảo vệ tang lễ của cha, đánh nhau kịch liệt với tay chân băng nhóm mafia và tổn thất nặng. Lễ tang ở khu phố Tàu đã trở thành một cuộc đọ súng phức tạp giữa các phe, Tsui bị thương bất tỉnh còn Annie và Jackie chạy thoát.
Annie và Jackie cố gắng đến Thủy Cung lấy đầu đạn từ hồ cá mập để giao cho cảnh sát, nhưng Gregor và thuộc hạ của hắn cũng đem theo đủ loại trang bị xuống dưới nước. Trong lúc giao chiến, Gregor bắn vào hồ cá, làm vỡ tấm kính và giải phóng con cá mập gây hỗn loạn cho cả công viên. Gregor giật được đầu đạn hạt nhân trốn thoát và bắt cóc Annie lên một chiếc thuyền. Jackie bị kẹt lại vì phải giải cứu mạng khách du lịch khỏi con cá mập, nên không đuổi kịp Gregor. Nhìn thấy hắn trên chiếc thuyền, Jackie liền lái chiếc xe Mitsubishi FTO phóng lên đâm thủng mái thuyền, cứu được Annie. Chiếc xe làm Gregor mắc kẹt, Gia Câu giành lại đầu đạn hạt nhân.
Gregor và Tsui bị cảnh sát Úc bắt giữ và chuyển cho cơ quan chức năng Nga. Vụ án được giải quyết, Gia Câu trở lại làm việc tại Hồng Kông và nhận được lời cảm ơn bởi cơ quan FSB.

## Diễn viên
- Thành Long vai Trần Gia Câu
- Jackson Lou vai Jackson Tsui
- Ngô Thần Quân vai Annie Tsui
- Đổng Phiêu vai Chú Bill
- Yuriy Petrov vai Đại tá Gregor Yegorov
- Nonna Grishayeva vai Natasha
- Terry Woo vai Chú Bảy
- Ailen Sit vai Allen
- Nathan Jones vai Sát thủ Nga

## Phòng vé
First Strike là một thành công lớn tại Hồng Kông, thu về 57.518.795 đô la Hồng Kông trong suốt quãng đường diễn ra của nó. Nó vẫn là bộ phim có doanh thu cao nhất của Thành Long ở Hồng Kông và bộ phim nội địa có doanh thu cao thứ ba trong lịch sử điện ảnh Hồng Kông. The film was released on ngày 10 tháng 1 năm 1997 in 1,344 North American theatres, grossing US $5,778,933 ($4,299 per screen) in its opening weekend. Its total North American box office gross was US $15,318,863.

### Tiếp nhận phê bình
Phiên bản của bộ phim được phát hành tại rạp chiếu phim Bắc Mỹ bởi New Line Cinema đã gặp phải phản ứng dữ dội hỗn hợp. Hiện tại nó có tỷ lệ phê duyệt 52% đối với Rotten Tomatoes.
Mike LaSalle của San Francisco Chronicle là một trong những người nhiệt tình nhất của các nhà phê bình:
| “ | Một trong những niềm vui của cuộc sống ở thời kỳ lịch sử này là Thành Long. Có tất cả những thú vui khác, và những khoảnh khắc vui nhộn khác. Nhưng vài thứ trong phim ngày nay đáng tin cậy như một bộ phim của Thành Long. Ngay cả khi hình ảnh còn yếu, Thành Long không bao giờ đáng thất vọng. Xem anh ấy trong chương trình First Strike, một nỗ lực hoàn toàn mới mở ra hôm nay, không còn nghi ngờ gì nữa đây là một tác phẩm đáng yêu và một nghệ sĩ nổi tiếng. Vì vậy, thời gian này Thành Long bơi với cá mập. Anh trèo từ ban công tới ban công ở tầng trên cùng của tòa nhà khách sạn cao. Thậm chí anh còn làm được điều này - rơi 100 feet từ máy bay trực thăng vào một hồ nước lạnh, khi chiếc trực thăng phát nổ. | ” |

### Phát hành
New Line Cinema biên tập lại bộ phim, thực hiện những thay đổi sau: trình tự mở cửa hàng mới với cảnh Hồng Kông, xóa hơn 20 phút cảnh, nhạc mới, gần như tất cả các cuộc đối thoại đa ngôn ngữ (tiếng Anh, Quảng Đông, Tiếng Quan Thoại, và tiếng Nga) được mệnh danh là tiếng Anh.
Tất cả các bản phát hành Mei Ah Entertainment, DVD và Đĩa lade là những phiên bản duy nhất cho đến nay có chứa phim không cắt và không lồng tiếng. Bản phát hành Mei Ah có phụ đề tiếng Anh.

## Giải thưởng và đề cử
- Giải thưởng Điện ảnh Hồng Kông lần thứ 16
  - Đoạt giải: Chỉ đạo võ thuật xuất sắc nhất (Đường Quý Lễ)
  - Đề cử: Hình ảnh xuất sắc nhất
  - Đề cử: Nam diễn viên xuất sắc nhất (Thành Long)
  - Đề cử: Diễn viên mới nhất xuất sắc nhất (Ngô Thần Quân)
  - Đề cử: Giải Phim xuất sắc nhất (Trương Diệu Tông, Khâu Chí Vỹ)
- Giải Kim Mã 1996
  - Đoạt giải: Chỉ đạo võ thuật xuất sắc nhất (Đường Quý Lễ)
- Giải Điện ảnh của MTV 1997
  - Đề cử: Ánh sáng xuất sắc nhất